# TSG 1873 Eislingen

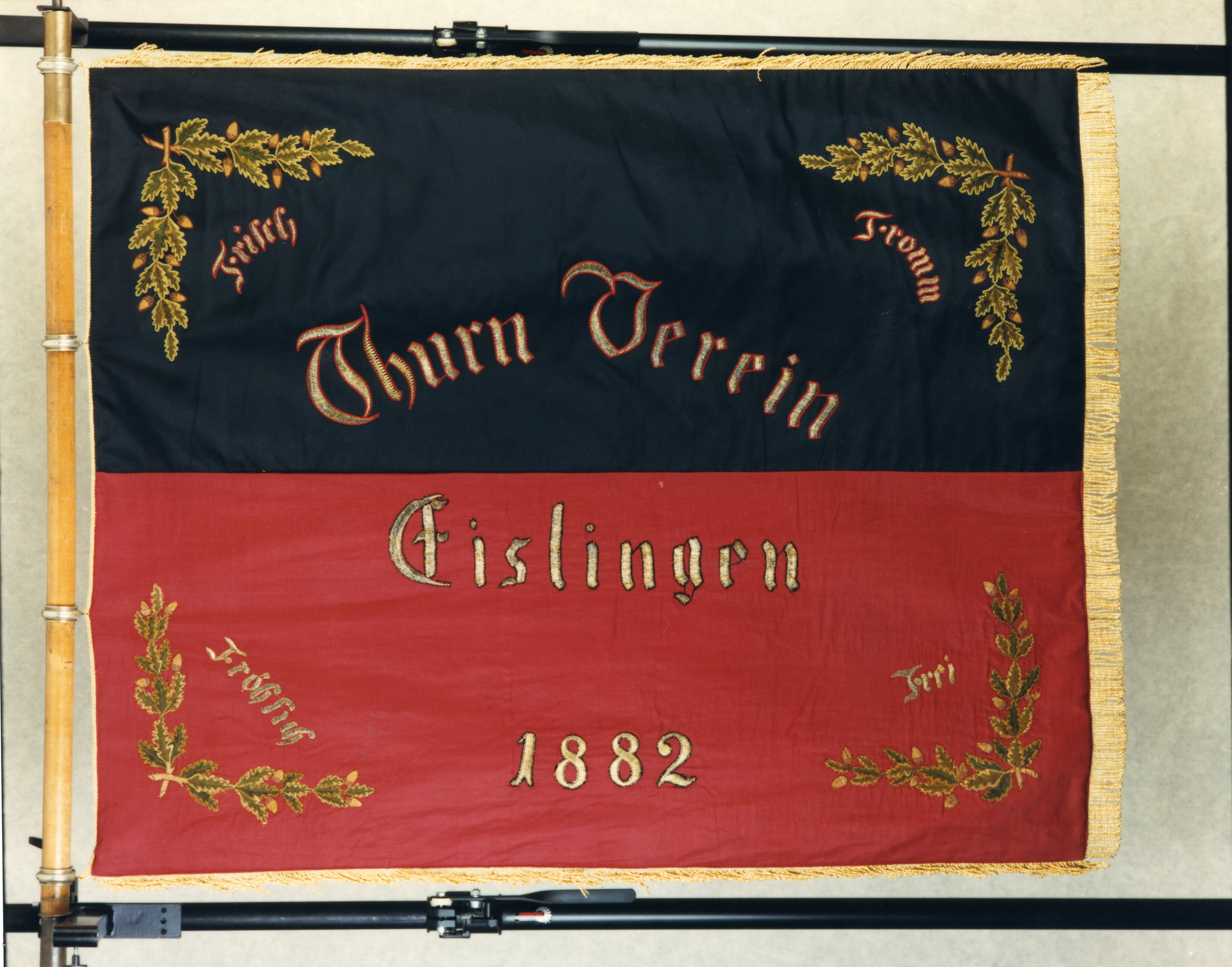
Fahne des TV Eislingen

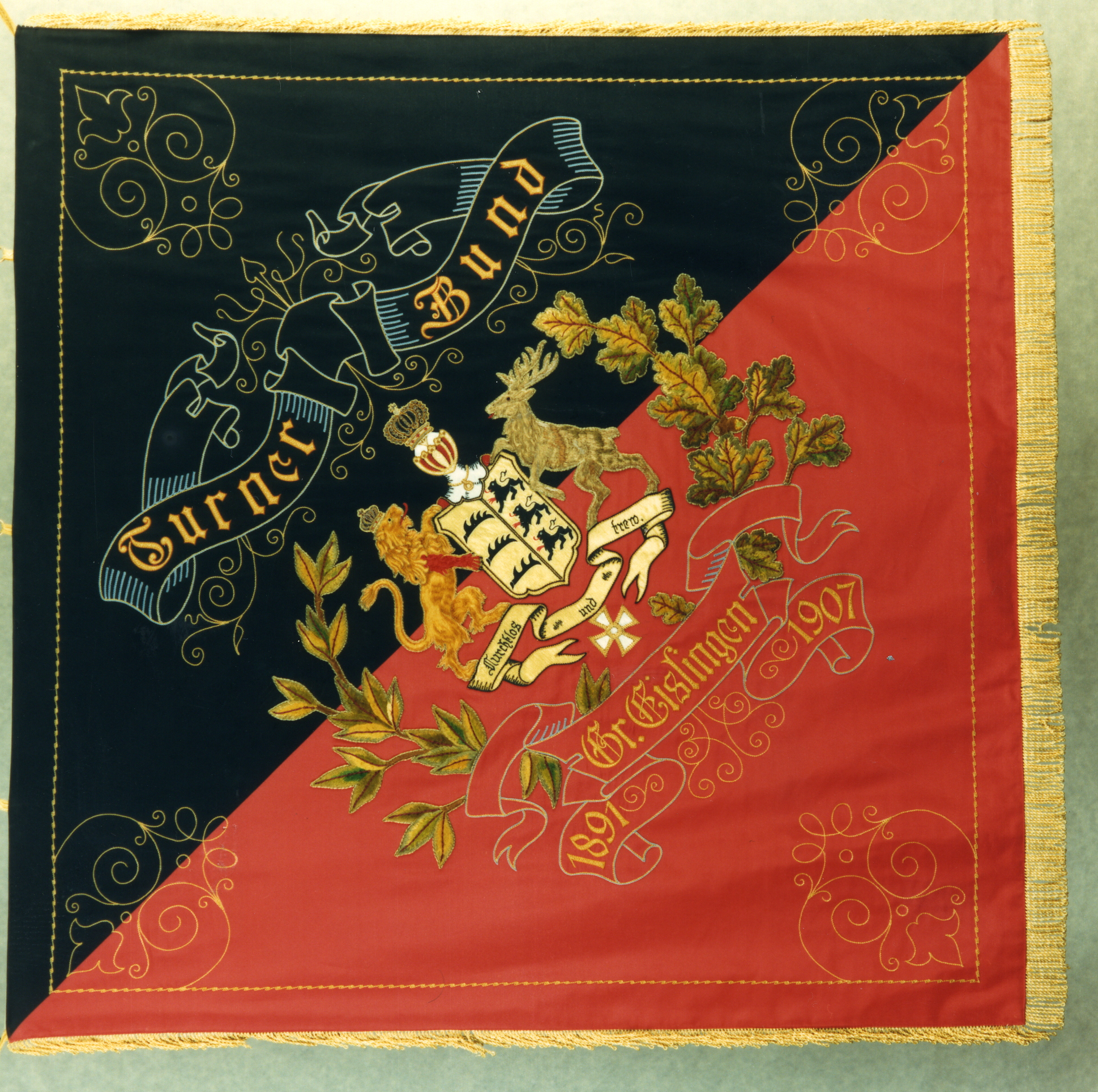
Fahne des TB Eislingen

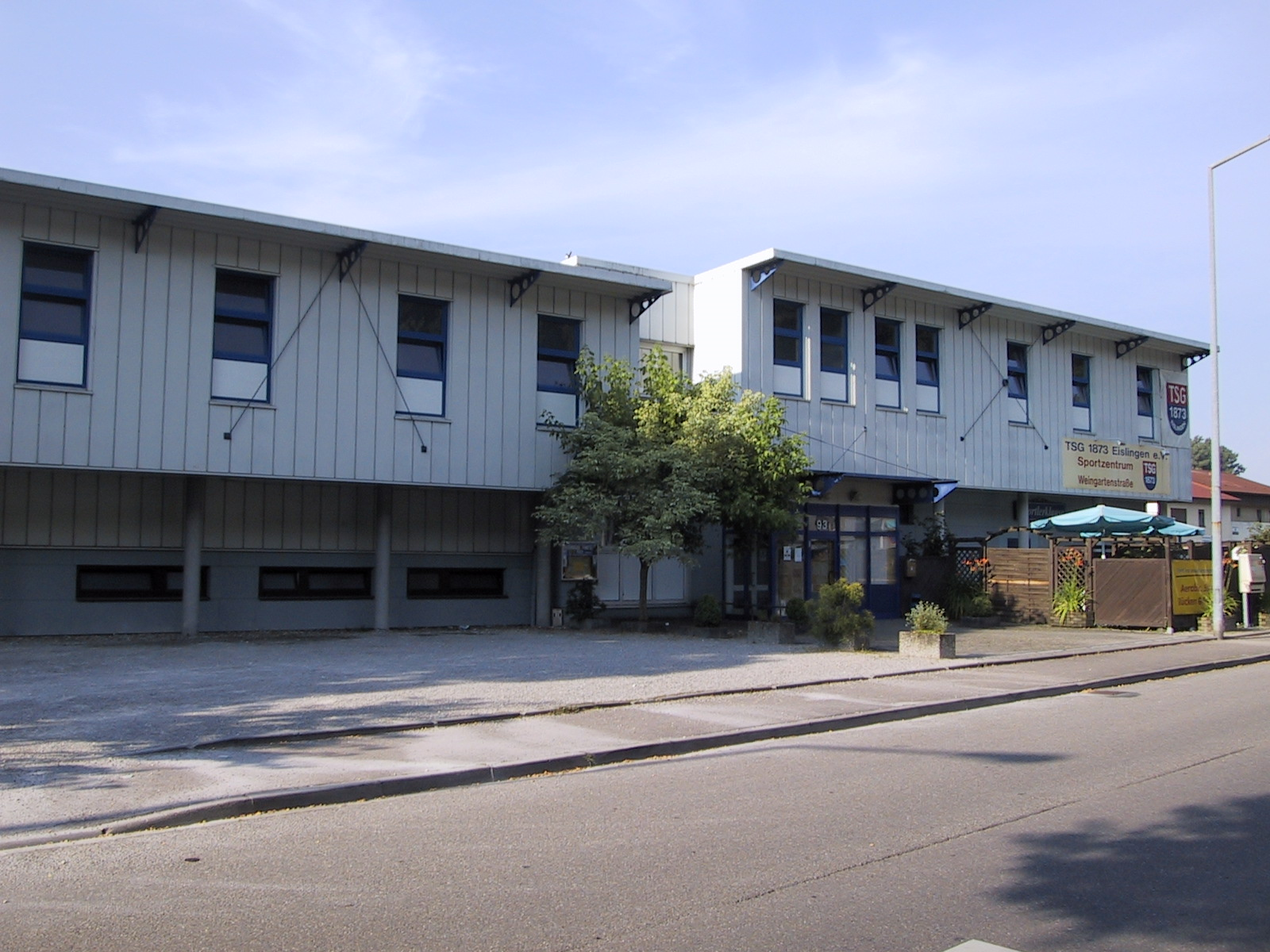
Geschäftsstelle und Sportzentrum der TSG Eislingen in der Weingartenstraße

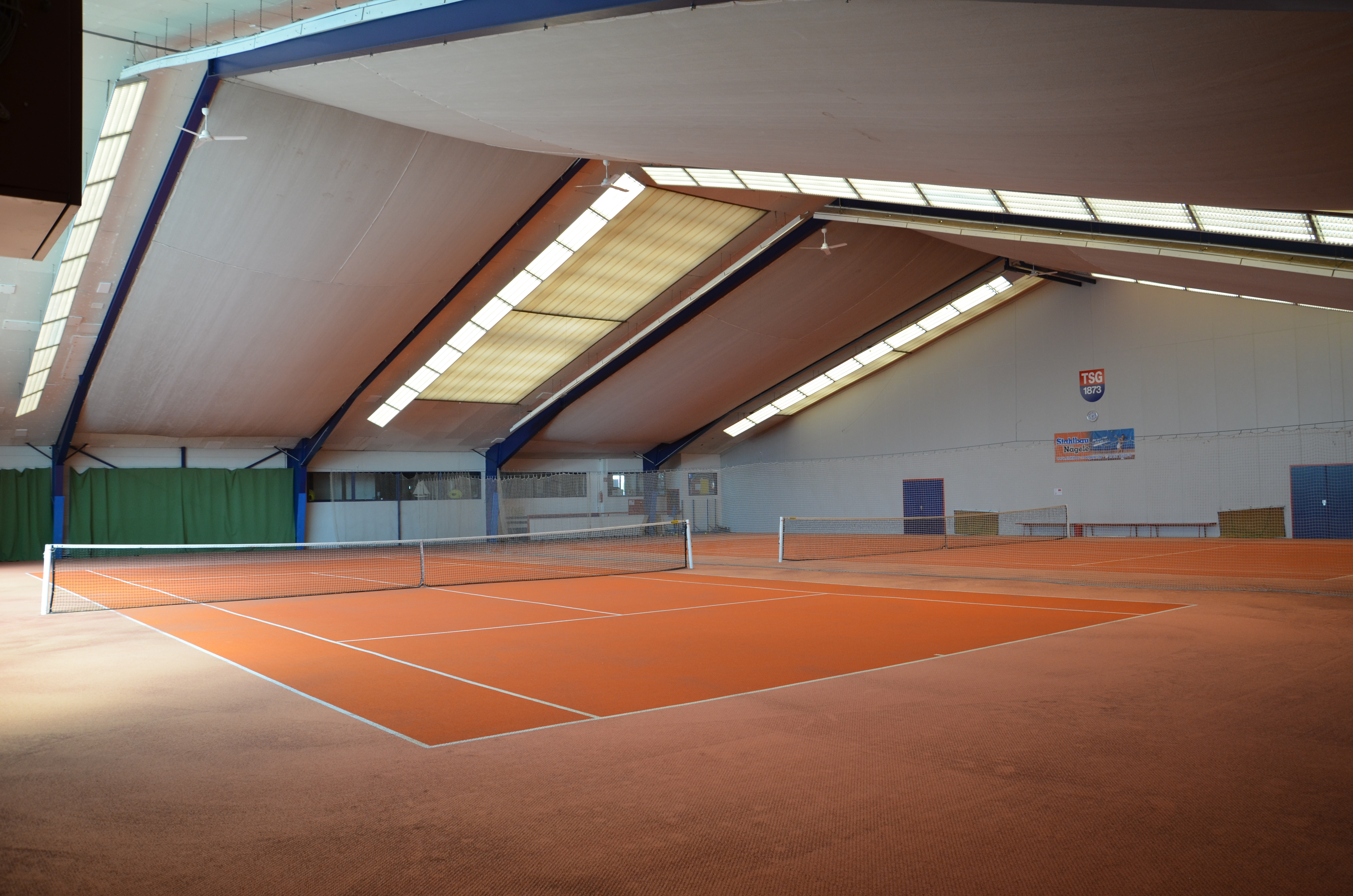
Tennishalle im Sportzentrum

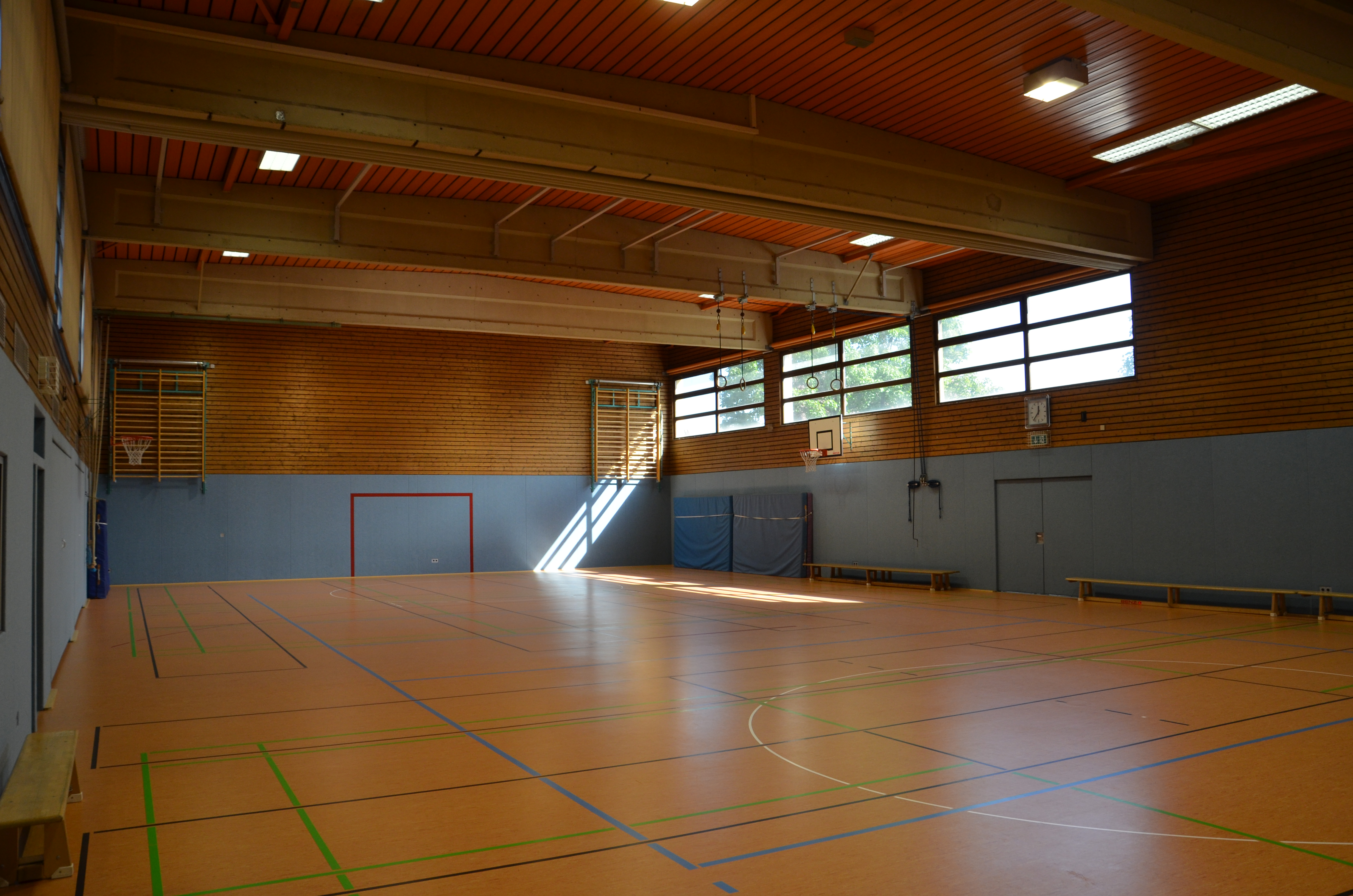
Sporthalle im Vereinszentrum

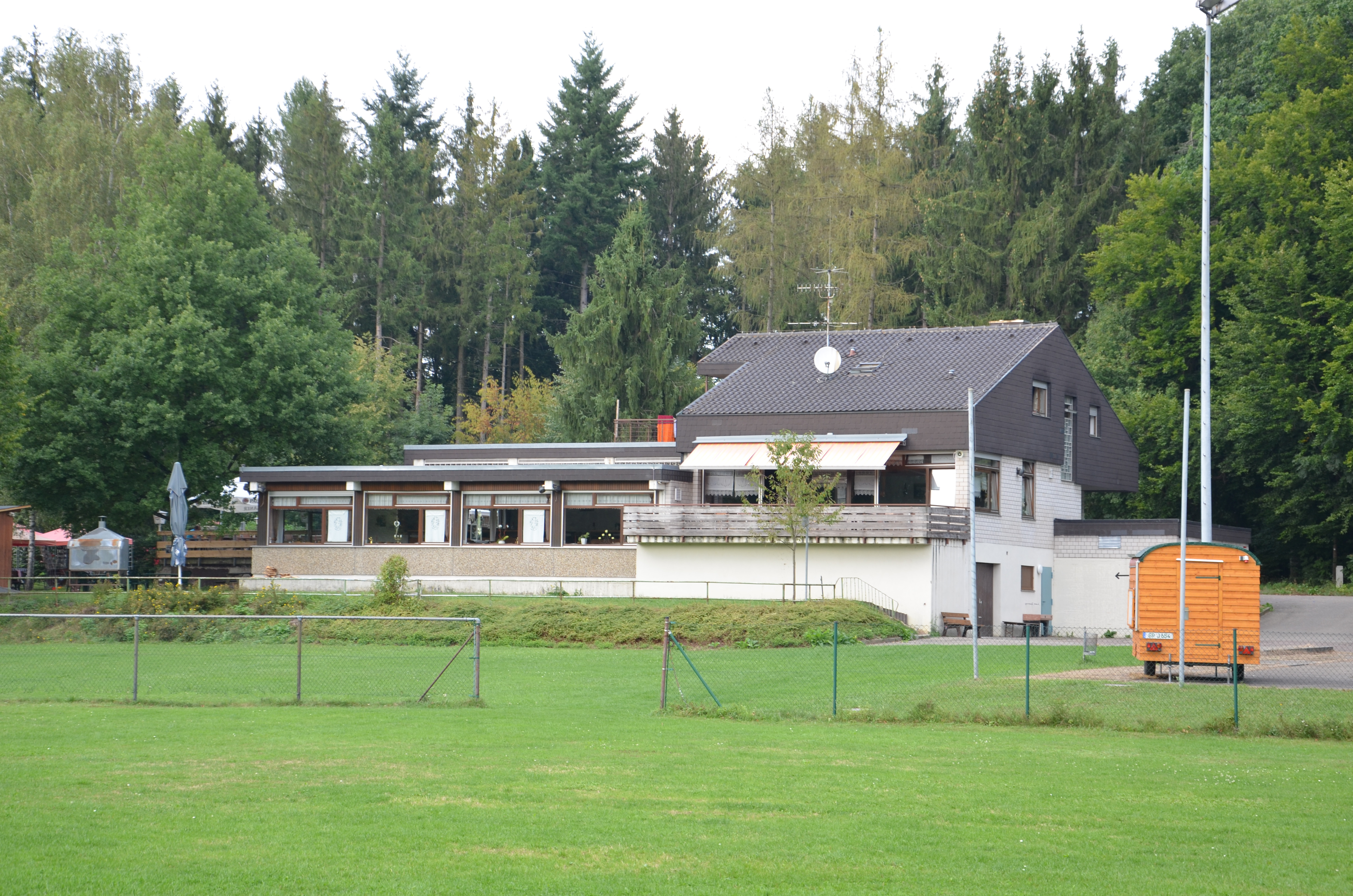
Sportplatz am Waldheim

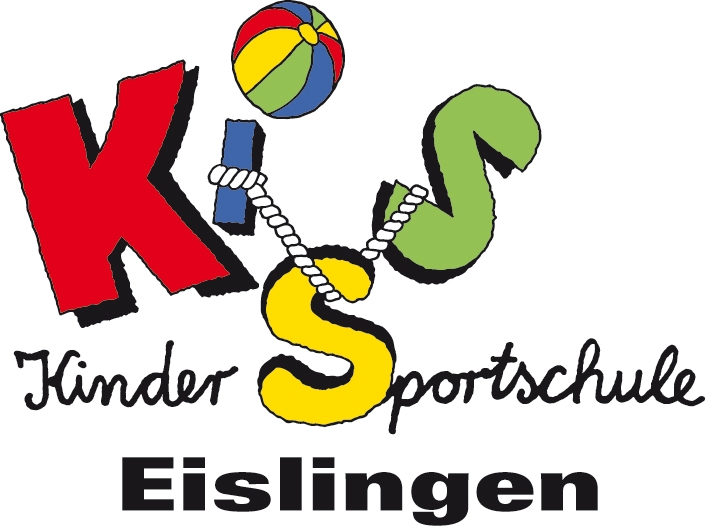
KiSS

Die TSG 1873 Eislingen e.V. (Turn- und Sportgemeinschaft Eislingen 1873 e.V.) ist mit ca. 2600 Mitgliedern der größte Sportverein im Landkreis Göppingen. Gegründet wurde der Verein am 14. Mai 1969. Neben dem Abteilungssport wird vom Hauptverein Kindersport und eine Kindersportschule angeboten sowie Kurse im Fitness- und Gesundheitsbereich inklusive einer zertifizierter Herzsportgruppe.

## Geschichte
Die heutige TSG 1873 Eislingen e.V. entstand erst im Jahr 1969 anlässlich der Fusion der beiden früheren Eislinger Turnvereine. Das Gründungsjahr des älteren Vereins wurde bei der Namensgebung übernommen. Da es in Eislingen bis 1933 mit Groß- und Kleineislingen zwei Gemeinden gab, wurde in diesen auch jeweils ein Sportverein gegründet. So sind im Jahr 1873 der Turnverein Klein-Eislingen und 1884 der Turnerbund Groß-Eislingen entstanden. Die angestrebten Ziele beider Vereine waren nur in einem größeren Verein zu verwirklichen, deshalb fanden in den Jahren 1965 bis 1968 die ersten Gespräche über einen Zusammenschluss statt. Den Mitgliedern sollten bestmögliche Betätigungsmöglichkeiten geboten werden, die aufgrund der baulichen Zustände und der unzureichenden Ausstattung durch die zwei einzelnen Vereine aber nicht gewährleistet werden konnte.
Im Jahr 1890 baute der Turnverein eine kleine Turnhalle und 1895 besaß auch der Turnerbund eine eigene Sportstätte. Das erste Gauturnfest in Eislingen richtete der Turnverein im Jahr 1898 aus. Zu Beginn des 20. Jahrhunderts hegten beide Vereine den Wunsch, vereinseigene Sporthallen zu besitzen, was die Gemeinden zwar billigten, die Bereitstellung jedoch an Bedingungen geknüpft war. So wurden die Hallen auch von anderen Eislinger Vereinen und vor allem für kulturelle und gesellschaftliche Veranstaltungen wie Konzerte und Theater genutzt, was für Meinungsverschiedenheiten innerhalb der Vereine sorgte.
Die Vereine verzeichneten währenddessen weitere Abteilungsgründungen wie 1891 einen Turnerspielmannszug und im Jahr 1908 eine Fechtabteilung. Auch die Turnerinnen betätigten sich und errungen 1908 und 1913 erste Erfolge bei Deutschen Turnfesten. Die Gründung einer Fußballabteilung war im Jahr 1914 im Gespräch, wurde aber aufgrund von Meinungsverschiedenheiten und dem Ausbruch des Ersten Weltkrieges nicht weiter verfolgt.
Während des Krieges wurden die Hallen für militärische Zwecke verwendet, der allgemeine Turnbetrieb wurde weitgehend eingestellt. Trotz hoher Verluste von Mitgliedern aus beiden Vereinen und der beginnenden Inflation, suchten besonders die heimgekehrten Soldaten und die Jugend nach sportlicher Betätigung. Daraufhin wurden eine Handball-, Faustball- und Leichtathletikabteilung gegründet. 1923 feierte der Turnverein sein 50-jähriges Jubiläum und der Turnerbund nahm seinen Platz an der Göppinger Straße in Betrieb. In der folgenden Zeit konnten große Erfolge verzeichnet werden. Einige Turner nahmen am Deutschen Turnfest in München teil.
1927 erwarb der Turnverein ein Waldstück im Buchrain für einen Waldspielplatz, das auch heute noch von der TSG Eislingen genutzt wird.
Beide Vereine richteten 1934 ein Kreisturnfest aus und für den Turnerbund war es auch das 50-jährige Jubiläum. Die Leichtathletin Lydia Eberhardt erreichte 1936 bei den Olympischen Spielen in Berlin das Speerwurffinale.
Während des Zweiten Weltkrieges dienten die Turnhallen als Gefangenenlager oder Auffanglager für Vertriebene, weshalb sportliche Betätigungen erneut eingestellt werden mussten. Durch den Krieg erlitten die Vereine und seine Mitglieder großen Schaden. 122 Mitglieder sind im Krieg gefallen oder wurden als vermisst gemeldet. Trotz des anfänglichen Sportverbots der Besatzungsmächte, zeugten die Jahre nach Kriegsende von einem zielstrebigen Wiederaufbau. Überschattet wurde der Wiederaufbau von einem Explosionsunglück im Jahr 1947, das sich auf dem Platz des Turnerbundes ereignete. 4 Kinder kamen dabei ums Leben, 11 Personen wurden verletzt. Während des Wiederaufbaus wurden in beiden Vereinen Tischtennisabteilungen gegründet und die Handballmannschaft des Turnerbundes schaffte den Aufstieg in die höchste Spielklasse. Fechten und eine Skiabteilung wurden zudem feste Bestandteile im Turnerbund. Erfolge verzeichnete auch die Damenhandballmannschaft des Turnvereins. In den 1950er Jahren wurden die bestehenden Turnhallen der beiden Vereine durch Gaststätten- und Wohnungsanbauten erweitert.
Zusammenschluss
Am 5. Juli 1969 wurde die Auflösung beider Vereine und die Überführung der 1227 Mitglieder in den neuen Verein beschlossen. Am 14. Mai 1969 wurde dann im Eislinger Rathaus die Turn- und Sportgemeinschaft 1873 Eislingen e.V. gegründet. Nach dem Zusammenschluss erfolgten weitere Abteilungsgründungen. 1971 schloss sich der 1. Sportkegelclub Eislingen der TSG als Kegelabteilung an und 1972 wurde eine Volleyballabteilung eingerichtet.
Um den Ausbau der L 1219 voranzutreiben, wurden die Halle Nord und der Sportplatz verkauft. Nach der Erweiterung des Waldheimes im Buchrain und weiteren baulichen Beschlüssen, wurde dieses jedoch 1974 durch Brandstiftung völlig zerstört. In den Folgejahren wurde das Waldheim mit der Hilfe von Vereinsmitgliedern wieder aufgebaut. 1977 erschien die erste Vereinszeitung und im November 1978 wurde mit dem Bau eines neuen Vereinszentrums an der Ulmer Straße begonnen. 1980 wurde das Vereinsheim mit Restaurant, einer einteiligen Sporthalle, vier Kegelbahnen, einem Musikraum und Verwaltungsräumen eingeweiht. Das erweiterte Angebot an Übungs- und Wettkampfmöglichkeiten wurde von Abteilungen und Schulen dankend angenommen.
Neben dem Ausbau von Gast- und Sportstätten, ereigneten sich auch weitere Veränderungen in der TSG. So fand 1982 ein weiteres Gauturnfest in Eislingen statt und die erste hauptberufliche Sportlehrerin wurde 1986 angestellt. Nach jahrelanger Eigenbewirtschaftung durch TSG-Mitglieder übernahm 1984 ein notwendig gewordener Pächter den Wirtschaftsbetrieb des Waldheimes.
Bei der Jahresfeier 1987 wurde die neue TSG-Fahne übergeben, die alten Fahnen wurden ein Jahr später renoviert. Am Deutschen Turnerfest in Berlin nahmen 77 Mitglieder erfolgreich teil.
Als Ableger des Leistungszentrums Fechten in Heidenheim an der Brenz wurde ein Regionales Spitzensportzentrum für Säbelfechten in Eislingen eingerichtet, was zu besseren Trainingsmöglichkeiten führte. Um 1990 wurde das vorhandene Sportprogramm der TSG durch Gesundheitsprogramme erweitert. Besondere Angebote wie „Sport nach Krebs“ oder eine Rock-’n’-Roll-Gruppe hielten dabei Einzug. Auch eine Koronarsportabteilung, Judo und eine Schachabteilung sind seitdem neu bei der TSG. Beim Deutschen Turnfest in Dortmund waren 70 Teilnehmer aus dem Eislinger Sportverein dabei, wie auch 1991 in Hamburg. Statt einer Ballspielhalle beim Waldheim wurde in der Weingartenstraße eine Tennishalle erworben, wobei sich die gesamte Halle einem kostenintensiven Umbau zu einem Sportzentrum unterziehen musste. Dadurch konnte jedoch eine starke Zunahme des Kursprogramms verzeichnet werden. Seitdem wird auch Badminton als weitere Sportart angeboten. 1995 gab es im Gesundheitsprogramm der TSG bereits 49 Kurse.
Besonders die Fechtabteilung verzeichnet seit den 1990er Jahren stetig Erfolge. Sowohl bei der Württembergischen, bei der
Deutschen Meisterschaft, als auch bei Weltcupturnieren, Europa- und Weltmeisterschaften etablieren sich die Eislinger Fechter bis heute. Seit 1993 bietet die TSG 1873 Eislingen mit der Kindersportschule (KiSS) eine professionelle Variante des Kindersports an, die seit 1993 das Prädikat Anerkannte Kindersportschule des Landessportverbandes trägt.

## Sportstätten
Die TSG Eislingen verfügt über drei vereinseigene Sport- und Begegnungsstätten:
- Vereinszentrum an der Ulmer Straße (Wasenhof)
- Sportzentrum an der Weingartenstraße
- Waldheim im Buchrain

## Abteilungen
- Badminton
- Eltern-Kind (KiSS-Zwerge)
- Ehrenmitglieder
- Faustball
- Fechten (siehe TSG 1873 Eislingen – Fechtabteilung)
- Frauengymnastik/-turnen
- Gerätturnen
- Handball
- Hip-Hop
- Jazzdance
- Jedermänner
- JugendFunSport
- Kampfkunst
- Kegeln
- Kindersport,
- Kindersportschule (KiSS)
- Koronarsport
- Fitness- und Gesundheitskurse
- Leichtathletik
- Musikzug
- Flitzplatz (Psychomotorik)
- Sänger
- Schwimmen
- Seniorensport
- Ski-Snowboard-Touren
- Tischtennis
- Volleyball

## Bekannte Sportler
- Michael Kraus (Handballweltmeister 2007, Deutscher Meister 2011)
- Lydia Eberhardt (Olympiateilnehmerin 1936, Speerwurf)
- Erika Denzinger (Olympiateilnehmerin 1976, Rudern)
- Maximilian Kindler (Weltmeisterschaft 2013 1. Platz, Säbelfechter)
- Ann-Sophie Kindler (Junioren-WM 2014 22. Platz, Säbelfechterin)
- Christian Kraus (Weltmeisterschafts-Teilnehmer, Säbelfechter)
- Diana Maier (Weltmeisterschafts-Teilnehmerin, Säbelfechterin)